# Carril bici

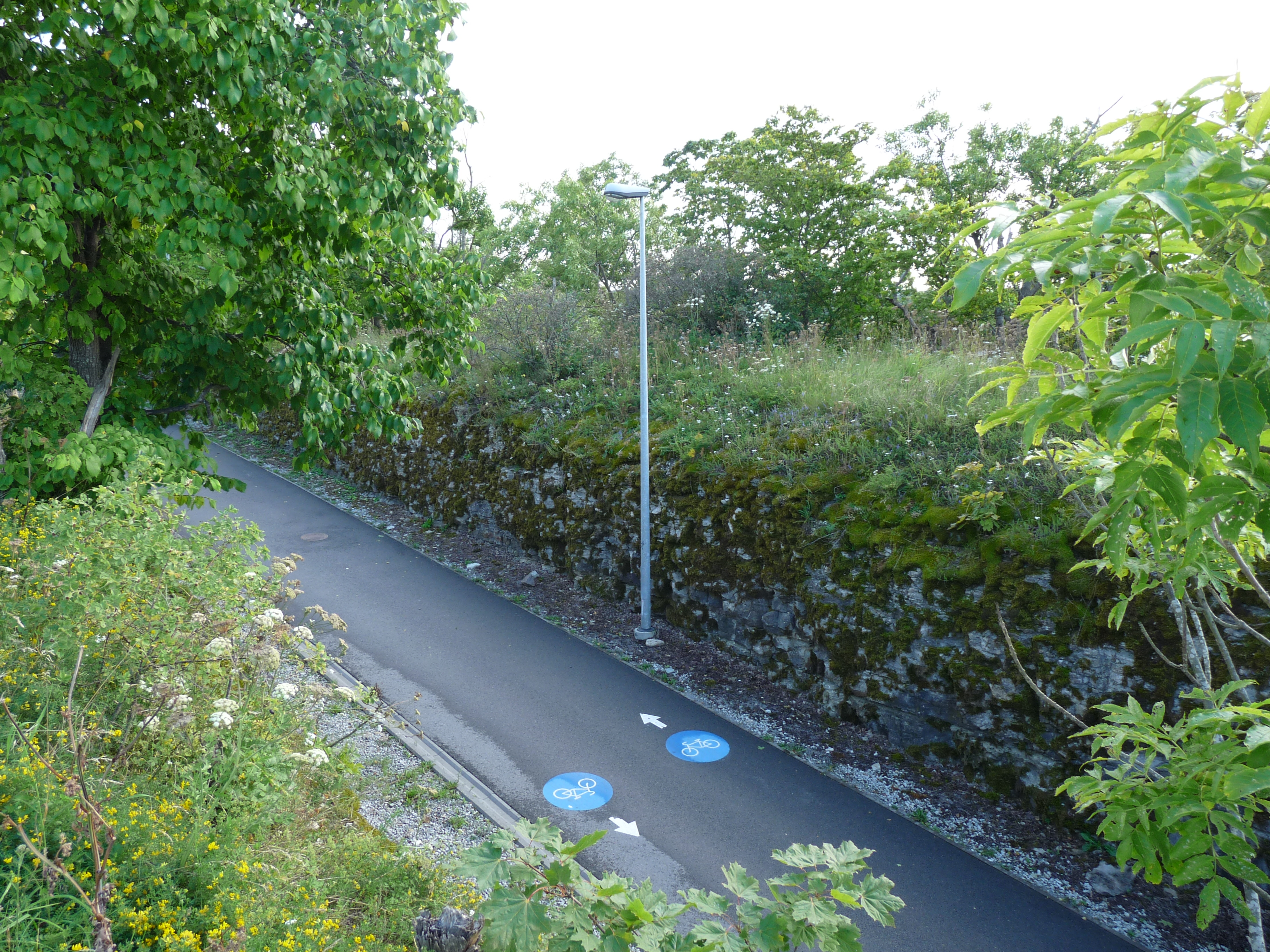
Un carril bici a Tallinn

Un carril bici és el nom genèric que popularment rep la infraestructura destinada de forma exclusiva o compartida a la circulació de bicicletes, tot i que tècnicament hauríem de parlar de via ciclista. Un carril bici pot ser qualsevol via pública que ha estat senyalitzada apropiadament o una via dissenyada específicament per aquest ús.

## Història
El primer carril bici d'Europa es va inaugurar a Dinamarca l'any 1892 a Copenhaguen i als Estats Units el 1894 a Brooklyn, Nova York i anava del Prospect Park fins a Coney Island (uns 9 quilòmetres). Durant la dècada del 1890 diverses ciutats nord americanes, com Seattle, Portland o Los Angeles, es van afegir a la creació de carrils bici, finançades per diferents associacions de ciclisme, de les quals la més important era la League of American Wheelmen (LAW) (que posteriorment va canviar el nom a League of American Bicyclists (LAB)).

## Terminologia
Hi ha diversos tipus de vies ciclistes i la terminologia s'usa sovint de forma ambigua. Tot i així, tècnicament hi ha cert acord en els següents conceptes:

### Via ciclista
Via dissenyada específicament per al trànsit de bicicletes.

### Carril bici
Via ciclista a la calçada segregada normalment amb una senyalització horitzontal, també es coneix com a banda ciclable.

### Carril bici protegit
Carril bici amb elements laterals que el separen físicament de la resta de la calçada i de la vorera, també es coneix amb el nom de carril bici segregat.

### Vorera bici
Fa referència a les vies ciclistes que transcorren per damunt de les voreres sense o amb poca segregació de l'espai utilitzat pels vianants.

### Pista bici
És una via ciclista segregada físicament de la resta de carrils de la calçada i que transcorre de forma independent al traçat de la resta de vies properes.

### Camí verd
Via per a vianants i bicicletes segregada del trànsit que transcorre per paratges naturals. També s'anomena caminal pedalable o via verda.

### Carrer de zona 30
Via urbana amb limitació de velocitat a 30 km/h i on es comparteix l'espai amb altres vehicles.

### Carrer residencial
Via urbana amb limitació de velocitat a 20 km/h on es comparteix l'espai amb altres vehicles i amb els vianants que gaudeixen de preferència. Normalment, se senyalitzen amb els senyals S-28 i S-29. També reben els noms de: carrer de convivència, carrer de prioritat invertida o carrer de plataforma única (quan la vorera i la calçada estan al mateix nivell).

### Altres

#### Carril bici-bus
Via urbana per a autobusos on es permet la circulació de bicicletes. Normalment han de tenir una amplada mínima de 4 metres.

#### Via verda
Les vies verdes són un cas particular de camí verd, ja que són itineraris no urbans per a recórrer en bicicleta, a peu o amb altres mitjans de transport no motoritzats i sovint es construeixen sobre antic traçats ferroviaris.

## Característiques de disseny

### Segregació o protecció
És la separació que hi ha entre l'espai dedicat a la circulació de bicicletes i la resta d'espai de la via pública. Els carrils segregats o protegits s'entén que tenen una barrera física que impedeix l'ocupació de la via per part de vehicles o persones que circulen per altres espais contigus.

### Unidireccionalitat versus bidireccionalitat
Els carrils bici bidireccionals permeten aprofitar millor l'espai de la via pública, ja que els dos sentits aprofiten els elements de segregació. L'amplada d'aquests carrils també permet l'avançament entre bicicletes.

### Amplada
L'amplada d'un carril per a bicicletes s'ha de calcular segons les condicions de velocitat, capacitat, segregació amb la resta de vehicles o vianants, possibilitat de fer avançaments, pendent, etc.